# Jacob Meckel

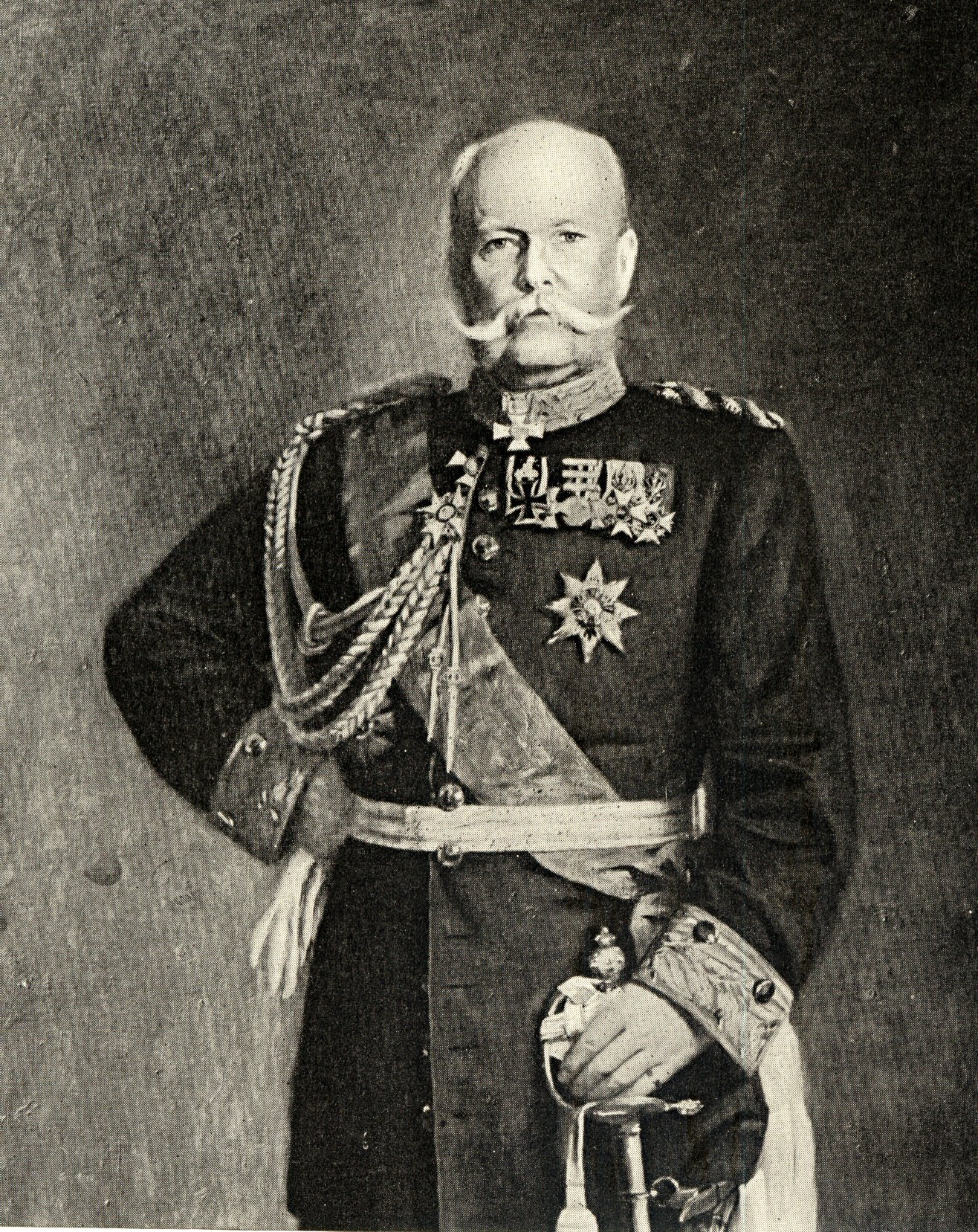
Jacob Meckel in 1890.

Jacob Klemens Wilhelm Meckel (Keulen, 28 maart 1842 - Gernrode am Harz, 5 juli 1905) was een Pruisisch officier.
Jacob Meckel vocht in de Frans-Duitse Oorlog van 1870 die de Duitsers wonnen en hij kreeg het IJzeren Kruis. Het Japans leger was op Franse leest geschoeid en vanwege de Duitse overwinning nodigden de Japanners Meckel in 1885 op voorspraak van Helmuth Karl Bernhard von Moltke uit als militair adviseur o-yatoi gaikokujin om het Japans leger te hervormen. 
Meckel werkte samen met Yamagata Aritomo en Oyama Iwao. In 1888 keerde hij terug naar Duitsland, maar hij had het Japans leger blijvend hervormd.
Hij stierf op 63-jarige leeftijd in een kuuroord.